# Damak
Damak (nepalese: दमक) è una città e una municipalità del Nepal, situata nella Provincia di Koshi.
Da un punto di vista amministrativo è una municipalità e fa parte del Distretto di Jhapa. La superficie complessiva della municipalità è di 7.513 ettari di cui 1.406 a uso residenziale, 5.586 a uso agricolo e 215 a foresta . 
Damak si trova nella parte sudorientale del Paese, nella pianura del Terai, tra i fiumi Ratua Khola (a est) e Mawa Khola (a ovest). 
Nell'area di Damak (a 5 km dal centro abitato) sono ubicati i campi profughi gestiti dall'ONU in cui vivono oltre centomila profughi di etnia Lotshampa fuorisuciti dal Bhutan dopo la pulizia etnica degli anni novanta.